# Ottavio Missoni
Ottavio Missoni (ur. 11 lutego 1921 w Dubrowniku w Królestwie SHS, zm. 9 maja 2013 w Sumirago) – lepiej znany jako Tai – włoski projektant mody, w młodości lekkoatleta.

## Życiorys
Missoni dorastał w Zadarze. Przed II wojną światową specjalizował się w biegu na 400 metrów. Wystąpił w tej konkurencji na mistrzostwach Europy w 1938 w Paryżu, ale odpadł w eliminacjach. Zwyciężył na tym dystansie na światowych igrzyskach akademickich w Wiedniu w 1939.
Podczas II wojny  światowej brał udział w kampanii północnoafrykańskiej. Dostał się do niewoli alianckiej, w której spędził cztery lata.
Był projektantem dresów narodowej reprezentacji Włoch na igrzyska olimpijskie w 1948 w Londynie. Na igrzyskach tych zajął 6. miejsce w finale biegu na 400 metrów przez płotki, a sztafeta 4 × 400 metrów z jego udziałem nie ukończyła biegu finałowego. Na mistrzostwach Europy w 1950 w Brukseli zajął 4. miejsce w biegu na 400 metrów przez płotki.
Zdobył mistrzostwo Włoch w biegu na 400 metrów w 1939, na 400 metrów przez płotki w 1941, 1947 i 1948 oraz w sztafecie 4 × 400 metrów w 1950, 1951 i 1952. Był dwukrotnym rekordzistą Włoch w sztafecie 4 × 400 metrów do wyniku 3:12,2 (29 czerwca 1941 w Bolonii).
W roku 1953 ożenił się z Rositą Jelmini i wspólnie założyli dom mody Missoni, a w 1981 dodatkowo stworzył kolekcję zapachów. Do sławnych osób noszących kolekcje Missoni należą Cameron Diaz, Jessica Simpson, Mischa Barton, Sharon Stone, Demi Moore oraz Mary-Kate i Ashley Olsen.